# José Uriel García
José Uriel García Ochoa (Cuzco, 8 de septiembre de 1884 - Lima, Perú, 27 de julio de 1965 ) fue un destacado intelectual y educador peruano, desarrollador de uno de los pensamientos más significativos de la corriente indigenista en el Perú.

## Biografía
La infancia de José Uriel García estuvo marcada por el quiebre psicológico de la derrota del Perú ante Chile en la guerra del Pacífico, que si bien no tuvo un impacto material en la ciudad del Cusco, si era notable en otros aspectos, sin embargo a pesar de esta situación, su formación educativa y humanista estuvo siempre abonada por el trabajo de diferentes insignes maestros como el pedagogo Francisco Sivirichi, director del colegio Americano en que recibiría sus primeras lecciones académicas, para luego pasar a las aulas del Colegio Ciencias, donde terminaría su formación escolar. Llevando a cabo toda esta instrucción mientras descubriría los diferentes escenarios y personajes de su ciudad, de los cuales daría cuenta en su producción intelectual posterior.
En el año de 1909, participaría en la famosa revuelta estudiantil de la Universidad de San Antonio Abad, que transformó las aulas universitarias y a la misma sociedad cusqueña de la época, tuvo por compañeros en esos años a Luis E. Valcárcel, Humberto Luna, Félix Cosío Medina, Miguel Corazao, Francisco Tamayo Pacheco, José Mendizábal Mendivil, Rafael Aguilar Páez, José Gabriel Cosío Medina, Roberto Garmendia, José Ángel Escalante, entre otros. De esta revuelta estudiantil, Julio Gutiérrez Samanez, miembro del Instituto Americano de Arte, institución que fue fundada en 1937 por José Uriel García, señala:
García y sus compañeros de la huelga universitaria, oponían una mentalidad revolucionaria en su época, contra doctrinas envejecidas de Santo Tomás, Balmes, Suarez, Heinecio y de los españoles krausistas como Revilla, Giner de los Rios, que habían hecho obsoleta a la universidad, contra ello se rebelaron y la huelga fue, como dice García, “la primera insurrección universitaria, renovadora del pasado, socialmente progresista, democrática en su estructura interna “ y enfatiza que en ella tomó parte el pueblo y no fue fruto del actuar aislado de los dirigentes. Con criterio marxista reconoce que “la historia de la humanidad la hacen los hombres en su conjunto” “con sujeción a leyes que sobrepasan la voluntad.
En 1911, luego de que la universidad finalmente se reabriera bajo la administración del norteamericano Albert Giesecke, José Uriel García va a dedicarse al estudio de las manifestaciones artísticas inkas, escribiendo para su graduación la tesis “El Arte Inkaiko en el Qosqo”, logrando con esto el primer trabajo serio sobre la arquitectura incaica en el Cusco y el Perú. (Ese mismo año, 1911, llegaría a la ciudad del Cusco Hiram Binghan, “descubridor científico” de Machupicchu, que llegaría a publicar dos años después un reporte de su viaje en la revista National Geographic).
Instalado en la biblioteca de la Universidad de San Antonio Abad por más de 7 años, y ejerciendo la cátedra universitaria en la misma, José Uriel García llevara a cabo durante todos esos años, un minucioso y profundo trabajo intelectual, que le permitirá conocer y dominar las diferentes herramientas que las ciencias sociales habían desarrollado en su época, hecho que le proporcionara una sólida preparación teórica sobre las diferentes corrientes de pensamiento que se discutían en ese momento en toda Europa, situación que lo lleva a postular en sus obras una preocupación por asumir esas teorías y re-inventarlas en el contexto de los andes, ya que señalara que si bien son herramientas importantes, estas no están concebidas para las diversas circunstancias culturales, sociales, políticas y geográficas de nuestro continente. Años más tarde y bajo este discurso, Uriel García se dedicara a estudiar la realidad que lo circundaba, animando la vida intelectual del Cusco de esa época.
En 1929 escribió su obra de mayor trascendencia: El nuevo indio, publicada en 1930 por la editorial cusqueña H.G. Rozas. En el ensayo, el autor reflexiona sobre los procesos de mestizaje y el surgimiento de una nueva comprensión sobre la identidad indígena. Gracias a sus exploraciones en el universo estético artístico que incluyó la pintura, escultura, arquitectura, música e indumentaria del sur peruano, se ha considerado que este libro forma parte del grupo de textos fundacionales de la historiografía del arte peruano.
Por estas épocas su relación con Luis E. Valcárcel, el otro gran indigenista del Cusco, se verá distanciada por diversas diferencias intelectuales, que se verán agudizadas cuando José Uriel García sea postulado al rectorado de la universidad y Valcárcel encabece el grupo de docentes reacios a esta postulación, privando a la Universidad del Cusco del trabajo de unos de sus intelectuales más notables.
García participaría como candidato a senador por el Cusco en las elecciones generales de 1939 y resultaría electo con más de 10 mil votos preferenciales. Sería reelecto en las elecciones generales de 1950.
Otro hecho importante es que más allá de su labor intelectual sobre la cultura cusqueña y andina, desarrollara diversas inquietudes políticas, que lo llevaran a representar al Cusco en dos periodos legislativos, circunstancia que lo llevaría a vivir en Lima, para posteriormente desarrollar algunas cátedras en la Universidad Mayor de San Marcos y morir finalmente en la capital en el año de 1964.

## Legado
Su obra ha sido relevada y elogiada por diferentes intelectuales como Jorge Basadre, Raúl Porras Barrenechea, Pablo Neruda, Luís Nieto y Mario Vargas Llosa, este último en su libro-ensayo sobre José María Arguedas La utopía arcaica, en la cual hace un análisis exhaustivo de las teorías de José Uriel García, señalando la importancia de esta obra dentro de toda la producción generada por la corriente indigenista dentro de las ciencias sociales en el Perú, una obra que aún no ha encontrado a todos sus lectores, hecho que no ha permitido desarrollar sus interesantes teorías, pero que en el futuro ha de ser de seguro una piedra de toque fundamental, para seguir desarrollando en el Perú contemporáneo la reflexión sobre su conformación cultural e identitaria.

#### En línea
- Nuevo Indio, Web sobre la obra de José

- Datos: Q5713927